# Suhajda Szilárd
| Suhajda Szilárd                           | Suhajda Szilárd                           |
| Kattints az alábbi külső linkek egyikére! | Kattints az alábbi külső linkek egyikére! |
| ----------------------------------------- | ----------------------------------------- |
| Nem található szabad kép.(?)              |                                           |

Suhajda Szilárd (Békéscsaba, 1982. június 29. – Csomolungma, 2023. május 25–27. között) magyar expedíciós hegymászó.

## Pályafutása
A békéscsabai származású, de Esztergom városához is erősen kötődő angoltanár, Suhajda Szilárd hátizsákos túrázóként kezdte életének ezen szakaszát, majd eljutott a Kárpátokba, az esztergomi túrázókkal Erdélybe, illetve az Alpokba is. A Mont Blanc megmászása után végérvényesen beleszeretett ebbe a világba. 2014-ben Varga Csaba nagyváradi hegymászóval felmásztak a világ tizenkettedik legmagasabb csúcsára, a Broad Peakre, oxigénpalack használata nélkül.
2019-ben első magyarként, kísérő és oxigén nélkül mászta meg a világ egyik legnehezebb hegyének tartott K2-t, majd 2022 januárjában bejelentette: mostantól az öt legmagasabb hegyre fog koncentrálni (Big Five).
A sorozat következő állomásán, 2022 májusában, ugyancsak egyedül, kísérő és oxigénpalack használata nélkül sikerrel hódította meg a Lhocét.

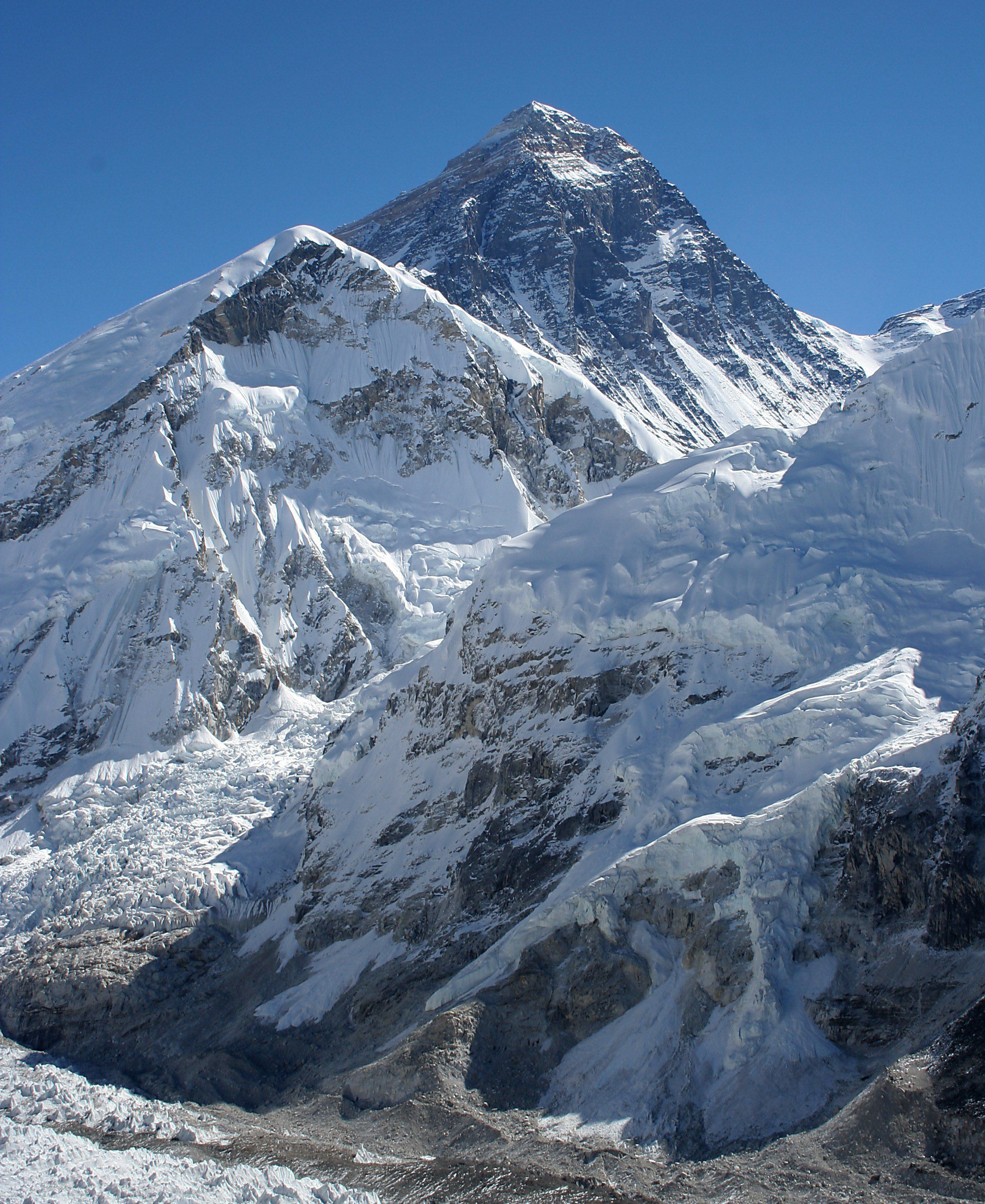
A Mount Everest csúcsa

Következő célja a Big Five legmagasabb tagja, a Csomolungma megmászása lett. 2023. május 21-én indult el az 5500 méteren fekvő alaptáborból, hogy a már korábban kiépített táborhelyeit használva, május 24-én feljusson a Föld legmagasabb hegyére, a 8848 méter magas Mount Everestre. Mindezt klasszikus alpin stílusban tervezte, oxigénpalack és a mászását segítő serpák nélkül.
2023. május 24-én, a Mount Everest csúcstámadása közben megszakadt vele a rádiókapcsolat. A háttércsapat a május 25-i esti órákban – miután információt kaptak arról, hogy a hegymászó 8780 méter magasan, az úgynevezett Hillary-lépcső aljában fekszik eszméletlenül, fagyási sérülésekkel és a magashegyi agyödémára utaló jelekkel – megállapodott az expedíciót biztosító nepáli ügynökséggel abban, hogy 26-án reggel megkísérelnek helikopterrel feljutni olyan magasságba, ahonnan láthatják Suhajdát, ezzel egyidőben pedig serpákat indítanak a hegymászóért, akik a remény szerint május 26-án, a késői órákban felérhetnek hozzá.
2023. május 27-én a mentőcsapat nem találta meg, és mivel a körülményeket figyelembe véve nem láttak esélyt arra, hogy életben találják, a keresést befejezték.

## Eredményei
Oxigénpalack nélküli sikeres mászásai 8000 m fölött
- 2014: Broad Peak (8051 m)[16]
- 2019: K2 (8611 m, első magyarként)[7][8]
- 2022: Lhoce (8516 m)[17]